# Aplidium disiphonium
Aplidium disiphonium är en sjöpungsart som beskrevs av Beniaminson 1975. Aplidium disiphonium ingår i släktet Aplidium och familjen klumpsjöpungar. Inga underarter finns listade i Catalogue of Life.